# World Series of Poker 1978
De World Series of Poker 1978 werd gehouden in de Binion's Horseshoe in Las Vegas van 7 mei tot en met 22 mei. Het was de 9de editie van de World Series of Poker, het grootste pokerevenement ter wereld.

## Toernooien
| Event                        | Winnaar            | Prijs   |
| ---------------------------- | ------------------ | ------- |
| $10.000 Deuce to Seven Draw  | Billy Baxter       | $90.000 |
| $1.000 Seven Card Razz       | Gary Berland       | $19.200 |
| $500 Seven Card Stud         | Gary Berland       | $17.100 |
| $5.000 Seven Card Stud       | Doyle Brunson      | $68.000 |
| $1.000 No Limit Hold'em      | Aubrey Day         | $42.600 |
| $200 Ladies' Seven Card Stud | Terry King         | $10.080 |
| $5.000 Draw High             | Lakewood Louie     | $21.000 |
| $1.500 No Limit Hold'em      | Hans "Tuna" Lund   | $46.800 |
| $1.000 Seven Card Stud Split | David "Chip" Reese | $22.200 |
| $1.000 Ace to Five Draw      | Henry Young        | $19.200 |

## Main Event
Het Main Event was het grootste toernooi van de World Series of Poker 1978. Het is een 10.000 dollar No-Limit Texas Hold'em toernooi. De winnaar van dit toernooi wordt gezien als de officieuze wereldkampioen poker. Er deden in totaal 42 spelers mee.

### Finaletafel
| Positie | Naam               | Prijs    |
| ------- | ------------------ | -------- |
| 1       | Bobby Baldwin      | $210.000 |
| 2       | Crandell Addington | $84.000  |
| 3       | Louis Hunsucker    | $63.000  |
| 4       | Buck Buchanan      | $42.000  |
| 5       | Jesse Alto         | $21.000  |
| 6       | Ken Smith          | Geen     |